# Gospodarka Kirgistanu
Gospodarka Kirgistanu – ogół zjawisk gospodarczych w Kirgistanu.

## System walutowy
Walutą kraju jest som (KGS).

## Zasoby naturalne
Kirgistan posiada znaczne ilości zasobów naturalnych zwłaszcza złota, ponadto dysponuje ograniczonymi złożami ropy naftowej, gazu (znajdujące się jednak na dużych głębokościach), węgla oraz innych metali (poza złotem).

## Rolnictwo
Najważniejszą dziedziną gospodarki Kirgistanu jest rolnictwo. Udział rolnictwa w strukturze PKB kraju wynosi 25%, dając zatrudnienie 1/3 ludności kraju.
Głównymi producentami produktów rolnych w Kirgistanie są indywidualne gospodarstwa i grupy producenckie, wytwarzające ponad 95% wszystkich towarów. Obecnie w kraju istnieje około 60 tys. gospodarstw rolnych i ponad 600 różnego rodzaju stowarzyszeń i zrzeszeń branżowych.
Całkowita powierzchnia gruntów rolnych wynosi 1,4 mln ha.
Do głównych upraw w Kirgistanie należy pszenica, ziemniaki, buraki cukrowe i tytoń.

## Metalurgia metali kolorowych i przemysł wydobywczy
W przemyśle Kirgistanu wiodącą rolę odgrywa metalurgia metali kolorowych i przemysł wydobywczy (około 60% całości produkcji przemysłowej).
Największe znaczenie gospodarcze dla kraju ma wydobywanie złota ze złoża Kumtor, zapewniające ponad 40% eksportu kraju.
Strategiczne znaczenie ma również kompleks wodno-energetyczny, będący drugim źródłem wpływów z eksportu.
Rocznie w Kirgistanie wydobywa się około 75–100 tys. ton ropy naftowej, co tylko częściowo zabezpiecza potrzeby kraju.
Ważną rolę odgrywa też przemysł spożywczy.

## Energetyka

Produkcja energii elektrycznej w Kirgistanie w latach 1945–2016

Jedną z najważniejszych gałęzi przemysłu w Kirgistanie jest energetyka.
Po Rosji i Tadżykistanie Kirgistan posiada największe zasoby energii wodnej na jednego mieszkańca spośród krajów WNP. Wydajność strumieni górskich w Kirgistanie szacuje się na poziomie około 142 mld kWh rocznie, zaś łączne zasoby hydroenergetyczne na ok. 163 mld KWh rocznie.
W Kirgizji działa 9 elektrowni, których łączna moc wynosi 3646 megawatów. Siedem z nich to elektrownie wodne o mocy 2918 megawatów, a 2 to elektrownie cieplne.
Obecnie Kirgistan eksportuje energię elektryczną do Kazachstanu, Uzbekistanu, Tadżykistanu i Chin, w ilości 2 – 2,5 mld KWh rocznie.
Główny producent energii elektrycznej „KyrgyzEnergo” został podzielony na kilka mniejszych przedsiębiorstw, specjalizujących się w produkcji, transmisji i dystrybucji energii.
Na rynku kirgiskim jest czterech głównych dystrybutorów energii elektrycznej: JSC „Severelectro”, które zaopatruje region Biszkeku, Czuj i Talas; JSC „Vostokelectro”, zaopatrujące region Issyk-kul i Naryn, JSC „Oszelectro”, które obsługuje region Osz oraz JSC „Dżalalabadelectro”, zajmujące się dystrybucją energii w rejonie Dżalalabadu.
Sektor energetyczny jest całkowicie otwarty dla inwestorów zagranicznych. Zgodnie z obowiązującym prawem mogą oni swobodnie inwestować w tę gałąź przemysłu, budować nowe elektrownie, sprzedawać energię elektryczną w kraju oraz za granicą.

## Handel zagraniczny
Obroty handlowe Kirgistanu w 2020 r. kształtowały się na poziomie około 5,1 mld USD.

## Inwestycje zagraniczne
Inwestycje zagraniczne lokowane są w dużej części w przemysł wydobywczy, w tym szczególnie wydobycie złota.

## Uczestnictwo w wielostronnych organizacjach i porozumieniach o charakterze gospodarczym
Z dniem 12 sierpnia 2015 r. weszło w życie Porozumienie o przystąpieniu Republiki Kirgiskiej do Euroazjatyckiej Unii Gospodarczej (EUG). Z powyższą datą Kirgistan stał się jej pełnoprawnym członkiem, czego konsekwencją stało się formalne zniesienie kontroli celnej na granicy kirgisko-kazachstańskiej, jako wewnętrznej granicy tej organizacji. Zgodnie z warunkami akcesji do EUG Kirgistan uzyskał wyłączenia od stosowania jednolitej taryfy celnej EUG wobec 167 pozycji towarowych na okres 5 lat (m.in. samochody i leki).